# Arnoldas Lukošius
Arnoldas Lukošius (født d. 11. februar 1966) er en litauisk sanger og musiker.

## Biografi
Arnoldas var medlem af det legendariske litauiske rock band, Foje. Men i 2006 blev han kendt i hele Europa, da han ved Eurovision Song Contest repræsenterede Litauen, sammen med LT United. Arnoldas stod i den første halvdel af sangen, i modsætning til de andre, fuldstændig stille og så bare alvorlig ud. Men pludselig brød han ud i en rablende vanvittig dans, en dans der muligvis er grunden til de mange stemmer og 6. pladsen.